# Juan Guedes
Juan Guedes (Carrizal de Ingenio, 2 ottobre 1942 – Las Palmas de Gran Canaria, 9 marzo 1971) è stato un calciatore spagnolo, di ruolo centrocampista.

## Carriera
Dal 1960 al 1964 ha giocato nella seconda divisione spagnola, e dal 1964 al 1971 nella prima divisione spagnola.

## Palmarès

### Club

#### Competizioni nazionali
- Segunda División: 1

Las Palmas: 1963-1964 (gruppo II)